# 7 for 7
7 for 7 – siódmy minialbum południowokoreańskiej grupy Got7, wydany 10 października 2017 roku przez JYP Entertainment i dystrybuowany przez Genie Music. Płytę promował główny singel „You Are”. Sprzedał się w nakładzie 377 897 egzemplarzy w Korei Południowej (stan na marzec 2018).

## Lista utworów
| CD | CD                        | CD                                                                   | CD                                            | CD                             | CD      |
| Nr | Tytuł utworu              | Tekst                                                                | Kompozycja                                    | Aranżacja                      | Długość |
| -- | ------------------------- | -------------------------------------------------------------------- | --------------------------------------------- | ------------------------------ | ------- |
| 1. | „Moon U”                  | Ars (Youngjae), Joo Chan-yang, Maxx Song, BamBam                     | Ars (Youngjae), Joo Chan-yang, Command Freaks | Command Freaks                 | 3:22    |
| 2. | „Teenager”                | Defsoul (JB), FS                                                     | Defsoul (JB), FS, Royal Dive                  | Royal Dive                     | 3:09    |
| 3. | „You Are”                 | Defsoul (JB), Mirror BOY, D.ham, MoonHanMiRu                         | Defsoul (JB), Mirror BOY, D.ham, MoonHanMiRu  | Mirror BOY, D.ham, MoonHanMiRu | 3:21    |
| 4. | „Firework”                | Jinyoung, Distract                                                   | Jinyoung, Distract, Secret Weapon             | Secret Weapon                  | 3:40    |
| 5. | „Remember You”            | Lee Ha-jin, BamBam                                                   | Images, BamBam                                | Images, Say                    | 4:06    |
| 6. | „To Me” (kor. 내게 Naege) | Yugyeom                                                              | Yugyeom, Effn                                 | Effn, Heth, Samuel Ku          | 3:18    |
| 7. | „Face”                    | Lee Woomin 'collapsedone', Mayu Wakisaka, Jackson Wang, Mark, BamBam | Lee Woomin 'collapsedone', Mayu Wakisaka      | Lee Woo-min 'collapsedone'     | 3:29    |

## Notowania
| Lista                              | Pozycja |
| ---------------------------------- | ------- |
| Gaon Weekly Album Chart            | 1       |
| Gaon Monthly Album Chart           | 3       |
| Gaon Yearly Album Chart            | 8       |
| Five Music (Tajwan)                | 1       |
| Oricon Weekly Album Chart          | 20      |
| Belgian Albums (Ultratop Flanders) | 194     |
| Heatseekers Albums (RMNZ)          | 8       |
| Heatseekers Albums (Billboard)     | 6       |
| World Albums (Billboard)           | 2       |